# James K. Polk
James Knox Polk, ameriški odvetnik, poslovnež, politik, * 2. november 1795, okrožje Mecklenburg, Severna Karolina, † 15. junij 1849, Nashville, Tennessee.
Polk je bil 11. predsednik ZDA (1845–1849). Predhodno je bil tudi kongresnik ZDA (1824–1839) in guverner Tennesseeja (1839–1941).